# Panislamismo

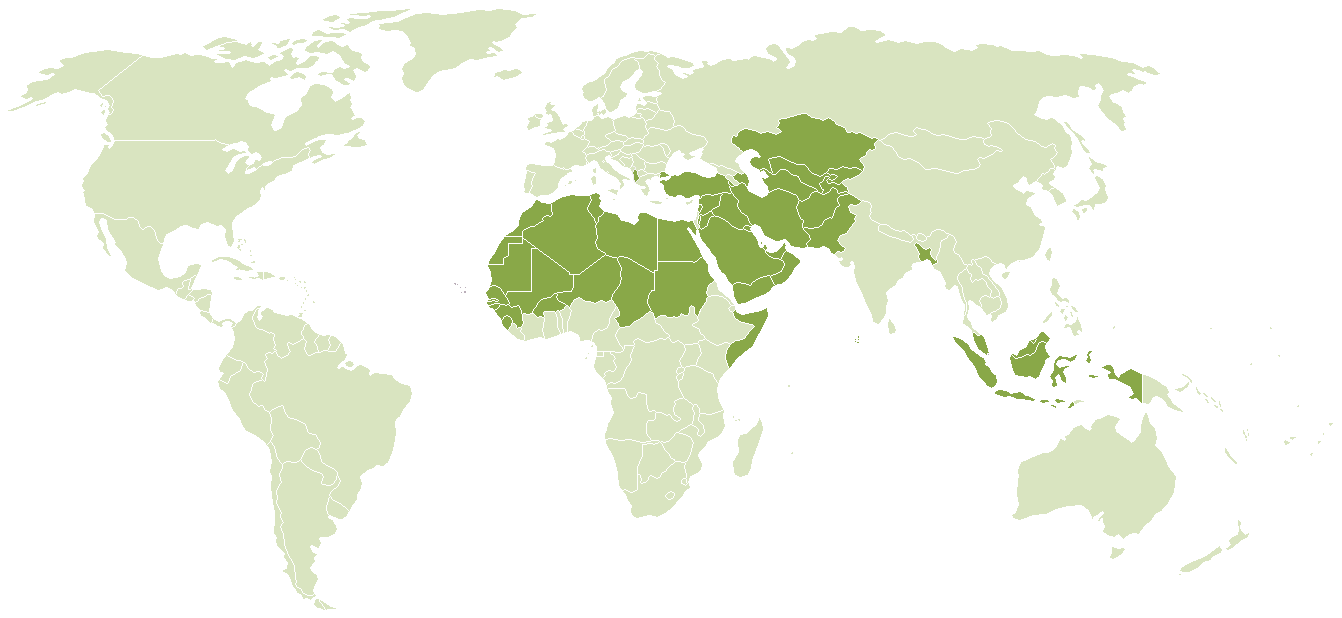
Países con mayoría musulmana.

Bandera de la Yihad.

El panislamismo es una idea política que aboga por la unidad de todos los musulmanes bajo un Estado islámico o un califato. Se cree que la expresión «unidad de los musulmanes» fue utilizada por primera vez en 1872 por el escritor y activista político de los Jóvenes Otomanos Namik Kamil.
Mientras que el panarabismo tiene como objetivo la unidad y la independencia de árabes independientemente de la religión, el panislamismo abogan por la unidad y la independencia de los musulmanes sin hacer distinciones étnicas.

## Historia
El modelo panislamista quiere seguir de acuerdo a los primeros años del Islam - el reinado de Mahoma y el Antiguo Califato - cuando el mundo musulmán estaba unido y era un estado fuerte.
En la era moderna, Yamaladdín al-Afgani promovió la unidad entre los musulmanes para resistirse a la ocupación colonial de las tierras musulmanas. La política del Al-Afgani tenía como base el progreso social según el estudiante diplomado Danielle Costa:
Afgani creyó que para vivir en el mundo moderno se necesitaban cambios de los modos musulmanes de organizar la sociedad, y que se debían hacer por voluntad propia. El Islam, como creyó Afgani, no sólo era compatible con la razón, el progreso y la solidaridad social, las bases de civilización moderna, pero si era correctamente interpretado sería positivo para la sociedad.

## Información complementaria
- Azmi Özcan. Pan-Islamism: Indian Muslims, the Ottomans and Britain (1877-1924), Brill Academic Publishers, 1997, ISBN 90-04-10180-2.
- Nazir Ahmad Khan Chaudri. Commonwealth of Muslim States: a plea for Pan-Islamism, al-Ahibba (Friends of the Muslim World Muhibban-e-Alam-e-Islami), 1972.
- M. Naeem Qureshi. Pan-Islam in British Indian Politics: A Study of the Khilafat Movement, 1918-1924, Brill Academic Publishers, 1999, ISBN 90-04-10214-0.